# Zuid-Afrikaanse Militaire Academie
De Zuid-Afrikaanse Militaire Academie (Afrikaans: Suid-Afrikaanse Militaire Akademie; Engels: South African Military Academy) vormt de Fakulteit Krygskunde van de Universiteit Stellenbosch. De academie is gelegen op een militair complex in Saldanhabaai in de Zuid-Afrikaanse provincie West-Kaap.

## Geschiedenis
Op 1 april 1950 werd de academie opgericht onder de auspiciën van de Universiteit van Pretoria, als een tak van het Zuid-Afrikaanse Militaire College (nu het College van de Zuid-Afrikaanse Landmacht) op de militaire basis van Voortrekkerhoogte, nabij Pretoria.

## Academie
De academie is een militair onderdeel van de Zuid-Afrikaanse Nationale Weermacht (SANDF) en vormt tevens de Fakulteit Krygskunde van de Universiteit Stellenbosch. De academie bereidt de kandidaat-officieren en adelborsten van alle legeronderdelen moreel, mentaal en fysiek voor om professionele functionarissen van het SANDF te worden. De Zuid-Afrikaanse Militaire Academie is gelegen aan de westkust bij de stad Saldanha tegen de hellingen van de Malgaskop, met uitzicht op de Saldanhabaai. 
Aan de faculteit studeren ongeveer 300 studenten. Tevens zijn er 48 civiele en militaire docenten verbonden aan de Fakulteit Krygskunde van de Universiteit Stellenbosch. Op de Academie/Faculteit kunnen studenten een professionele Bachelor in de Militaire Wetenschappen (B. Mil) verkrijgen. Deze wordt door de afgestudeerde studenten verkregen tijdens een ceremonie aan het eind van het schooljaar - in december. 
De Bachelortitel B. Mil is de algemene titel en kan worden gevoerd in drie verschillende gebieden:
- De natuurwetenschappen, waarin zij gelijk is aan B. Sc (Bachelor of Science)
- De sociale wetenschappen, waarin zij gelijk is aan BA (Bacholor of Arts)
- De "commerciële wetenschappen", waarin  zij gelijk is aan B. Comm

Traditioneel wordt in het Zuid-Afrikaanse leger de Bachelorgraad van de natuurwetenschappen (B. Sc) beschouwd als de hoogste graad. Dit is te wijten aan de zeer kwantitatieve aard van de leerstof (bijvoorbeeld Wiskunde en Natuurkunde). Na het afstuderen, sluiten de studenten zich aan bij de Zuid-Afrikaanse Nationale Weermacht en dienen zij in de officiersrang.
Admiraal (JG) Derek Christian is de commandant van de Militaire Academie.